# PFC Turan Tovuz
PFC Turan Tovuz este un club de fotbal din Tovuz, Azerbaijan.

## Titluri
Yuksak Liga Campioni (1)
1994/95

## Antrenori
- Zahid Huseynov (1992)
- Ruslan Abdullayev (1992-1993)
- Kazbek Tuayev (1993-1995)
- Khanoglan Abbasov (1995-2000)
- Boyukaga Agaev (2000-2001)
- Nizami Sadygov (2001 - 2002)
- Naci Șensoy (2002-2003)
- Nizami Sadygov (2003 - 2004)
- Naci Șensoy (2004-2005)
- Sakit Aliyev (2005-2007)
- Salahattin Darvand (2007 - 2008)
- Etimad Gurbanov (2008 - 2009)
- Nizami Sadygov (2009-prezent)

## Jucători notabili
- Issa Nikiema
- Dalibor Dragic
- Asen Nikolov
- Viktor Ibekoyi
- Erik Obidike
- Serhiy Skachenko
- Oleg Belyakov